# Dallia
Genre
Dallia est un genre de poissons d'eau douce de la famille des Umbridae. Ces poissons sont originaires de Russie et d'Alaska.

## Liste des espèces
Selon FishBase (28 octobre 2023) :
- Dallia admirabilis Chereshnev, 1980
- Dallia delicatissima Smitt, 1881
- Dallia pectoralis Bean, 1880

Des études scientifiques ont étudiées les séquences d'ADN mitochondriale des espèces Dallia pectoralis et Dallia admirabilis,,,. Les résultats obtenus montrent que la spéciation au sein de ce genre n'est pas spécifique à la zone maritime russe. L'isolement génétique des populations de Dallia pectoralis dans les eaux alaskiennes a vraisemblablement été important, ce qui peut expliquer plusieurs différences au niveau des caryotypes de ces espèces.

## Classification
Le nom valide complet (avec auteur) de ce taxon est Dallia Bean, 1880,.
Dallia a pour synonyme :
- Dalia (graphie incorrecte)

Les données moléculaires montrent qu'au sein de la famille des Umbridae, le genre Dallia est davantage lié aux genres Novumbra et Esox que Umbra,. Le genre Dallia a divergé de Esox et Novumbra il y environ 66 millions d'années.

## Étymologie
Le nom générique, Dallia, a été donné en l'honneur du malacologiste et explorateur américain William Healey Dall (1845-1927) de l’United States Coast Survey pour sa contribution à la zoologie de l'Alaska.

## Publication originale
- (en) Tarleton H. Bean, « Descriptions of some genera and species of Alaskan fishes », Proceedings of the United States National Museum, Washington, Government Printing Office, vol. 2, no 100,‎ 1880, p. 353–359 (ISSN 0096-3801 et 2377-6560, OCLC 1259735, DOI 10.5479/SI.00963801.2-100.353, lire en ligne).